# Patrocínio Paulista (ort)
Patrocínio Paulista är en ort i Brasilien.   Den ligger i kommunen Patrocínio Paulista och delstaten São Paulo, i den sydöstra delen av landet, 500 km söder om huvudstaden Brasília. Patrocínio Paulista ligger 737 meter över havet och antalet invånare är 13 002.
Terrängen runt Patrocínio Paulista är platt åt sydost, men åt nordväst är den kuperad. Patrocínio Paulista ligger nere i en dal. Runt Patrocínio Paulista är det ganska glesbefolkat, med 31 invånare per kvadratkilometer.. Närmaste större samhälle är Franca, 16,7 km nordväst om Patrocínio Paulista.
Omgivningarna runt Patrocínio Paulista är huvudsakligen savann.